# ひこうき雲の向こう側
『ひこうき雲の向こう側』（ひうこうきぐものむこうがわ）は、2014年3月28日にFLATから発売された18禁恋愛アドベンチャーゲームである。

## ストーリー
生徒会長で学園で1位の学園ナンバーワン美少女である佐藤里沙が主人公である康司に告白するが、康司はそれをフッてしまったことから美汐瑛莉が関心を持ち、物語は幕を開ける。

## 登場人物
広崎 康司（ひろさき こうじ）
本作の主人公。
広崎 美奈（ひろさき みな）
声：秋野花
身長：155cm スリーサイズ：B75/ W54/ H82
主人公の義理の妹。。
美汐 瑛莉（みしお えいり）
声：桃井いちご
身長：161cm スリーサイズ：B88/ W58/ H86
主人公と同じクラス女の子。
羽川原 いろは（うがわら いろは）
声：上原あおい
身長：152cm スリーサイズ：B82/ W55/ H80
『ミステリアス羽川原』のあだ名がつけられた不思議な少女。天体観測部の部員。
佐藤 里沙（さとう りさ）
声：藤森ゆき奈
身長：157cm スリーサイズ：B83/ W55/ H84
康司とは同じ学年の女の子。
綾 麗華（あや れいか）
声：松田理沙
美奈の親友。
戸井 潤（とい じゅん）
声：藍川珪
瑛莉の幼なじみ。天体観測部に所属。
坂口 哲弥（さかぐち てつや）
声：陸奥出流
康司の親友。
奈々丸 巻子（ななまる まきこ）
声：かわしまりの
里沙の幼なじみである生徒会副会長。
埠島 杏（ふしま あんず）
声：小倉結衣
バドミントン部のキャプテン。
生山 高江（いくやま たかえ）
声：結衣菜
杏の友人。
楽埼 散（らくさき ちる）
声：佐倉江美
杏の友人。

## 製作スタッフ
- 原画・キャラクターデザイン - プリンプリン
- シナリオ - さかき傘

## 主題歌
オープニングテーマ「恋の予感」
作曲・編曲 - Team-OZ / 作詞 - 寺月恭一 / 歌 - 真崎エリカ
エンディングテーマ「ひこうき雲の向こう側へ」
作曲・編曲 - 二村学 / 作詞 - Team-OZ / 歌 - 真崎エリカ